# Жаразлинка
Жаразлинка — річка в Україні, у Коростенському й Лугинському районах Житомирської області. Права притока Шестня (басейн Прип'яті).

## Опис
Довжина річки приблизно 4,2 км.

## Розташування
Бере початок на північному заході від Плещівки. Тече переважно на північний захід і впадає у річку Шестень, ліву притоку Ужу.